# Temporada de ciclones no Pacífico Sul de 2007-2008
A temporada de ciclones no Pacífico sul de 2007-08 foi uma das temporadas de ciclones tropicais menos ativos do Oceano Pacífico Sul, com apenas quatro ciclones tropicais que ocorrem no Sul da bacia do Pacífico, a leste de 160° E. A temporada oficialmente decorreu de 1 de novembro de 2007 até 30 de abril de 2008, embora o primeiro ciclone a Depressão Tropical 01F, desenvolveu-se em 17 de outubro. O ciclone tropical mais intenso da temporada foi o Ciclone Tropical Daman, que atingiu uma pressão mínima de 925 hPa (27.32 inHg). Após o fim da temporada, os nomes Daman, Funa e Gene foram retirados das listas de nomes dos ciclones tropicais.
Os ciclones tropicais que se formam entre os meridianos 160°L e 120°O e entre a Linha do Equador e a latitude 25°S são monitorados pelo Serviço Meteorológico de Fiji. Os ciclones tropicais que se formam entre os mesmos meridianos citados acima e ao sul da latitude 25°S são monitorados pelo Centro de Aviso de Ciclone Tropical (CACT) em Wellington, Nova Zelândia.
A temporada ciclônica de 2007-08 no Pacífico sul foi normal, com 16 ciclones tropicais, 4 ciclones tropicais nomeados (aqueles que apresentaram ventos máximos sustentados superiores a 63 km/h) e 3 ciclones tropicais intensos. O ciclone tropical Daman foi o mais intenso ciclone da temporada, mas causou apenas danos mínimos em Fiji. Dentre todos os ciclones da temporada, o ciclone Gene tem o maior destaque. Gene atingiu as ilhas Fiji, causando 7 fatalidades. Outros ciclones com destaque são os ciclones Funa e Elisa.

## Sistemas

### Depressão tropical 01F
Uma área de distúrbios meteorológicos formou-se a sudeste de Papua-Nova Guiné no final de 16 de Outubro. No dia seguinte, o Centro Meteorológico Regional Especializado (CMRE) de Nadi, Fiji classificou este sistema como a perturbação tropical 01F. A perturbação continuou a se fortalecer e tornou-se uma depressão tropical pouco antes da meia-noite de 18 de Outubro.
O sistema começou a ser atingido duramente por ventos de cisalhamento e no final de 18 de Outubro, a depressão se enfraqueceu para uma perturbação tropical. No dia seguinte, a perturbação se enfraqueceu para uma área de baixa pressão remanescente e logo depois se dissipou.

### Depressão tropical 02F
Em 20 de Novembro, uma área de distúrbios meteorológicos formou-se a oeste da Linha Internacional de Data. Logo depois, o CMRE de Nadi classificou este sistema como a perturbação tropical 02F. A perturbação continuou a se fortalecer e depois, ainda no mesmo dia, o sistema se tornou uma depressão tropical.
Entretanto, suas áreas de convecção associadas eram desorganizada,e, juntamente com ventos de cisalhamento desfavoráveis e águas frias, o sistema se enfraqueceu. Em 22 de Novembro, o CMRE de Nadi emitiu seu último aviso sobre o sistema.

### Depressão tropical 03F
Em 22 de Novembro, uma área de distúrbios meteorológicos formou-se próximo do limite da área de responsabilidade do CMRE de Nadi. Logo depois, esta área tornou-se consolidou e tornou-se a perturbação tropical 03F. O sistema fortaleceu-se lentamente e em 25 de Novembro, a perturbação tornou-se uma depressão tropical.
O sistema manteve sua intensidade por vários dias, mas em 28 de Novembro o sistema se enfraqueceu, tornando-se uma perturbação tropical. A tendência de enfraquecimento continuou e o sistema se enfraqueceu para uma área de baixa pressão remanescente em 29 de Novembro, quando o CMRE de Nadi emitiu seu último aviso sobre o sistema.
Entretanto, em 30 de Novembro, a área de baixa pressão se regenerou e o CMRE recomeçou a emitir avisos sobre o mesmo sistema, classificando-o novamente como uma perturbação tropical. A intensificação continuou e a perturbação tornou-se novamente uma depressão tropical. O sistema começou a deslocar-se mais rapidamente para sudeste, movendo-se sobre águas frias.
Este fator em conjunção com o aumento dos ventos de cisalhamento causaram o enfraquecimento das áreas de convecção profunda e o enfraquecimento subseqüente do sistema. O CMRE de Nadi emitiu seu último aviso sobre o sistema em 2 de Dezembro assim que a tempestade ficou desorganizada, com seu centro muito exposto devido aos ventos de cisalhamento.

### Ciclone tropical severo Daman
Em 3 de Dezembro, uma área de distúrbios meteorológicos tornou-se a depressão tropical 04F a oeste-noroeste de Pago Pago. Em 4 de Dezembro, o JTWC começou a emitir avisos regulares sobre o ciclone tropical "05P". Em 5 de Dezembro, O CMRE de Nadi, Fiji classificou o sistema para um ciclone tropical e lhe deu o nome de "Daman". No dia seguinte, Daman começou a sofrer rápida intensificação e alcançou a categoria 4 na escala australiana (categoria 3 na Escala de furacões de Saffir-Simpson
Entretanto, a intensificação foi de curta duração e Daman começou a se enfraquecer assim que passou ao norte de Fiji. Daman continuou a se enfraquecer e em 8 de Dezembro, o centro de Daman ficou exposto e quase todas as áreas de convecção estavam a leste do sistema devido aos ventos de cisalhamento. No começo da madrugada de 9 de Dezembro, o CMRE de Nadi "rebaixou" Daman para uma depressão tropical ao mesmo tempo em que o JTWC emitiu seu último aviso sobre o sistema. Segundo o JTWC, a justificativa de não emitir mais avisos regulares é devido à falta de áreas de convecção de ar no sistema. Então, o CMRE de Nadi emitiu também seu último aviso sobre o sistema em 10 de Dezembro.

### Depressão tropical 05F
No começo da madrugada de 11 de Dezembro, uma área de distúrbios tropicais que estava localizada perto de Samoa Americana foi classificada como a depressão tropical "05F" pelo Centro Meteorológico Regional Especializado (CMRE) de Nadi, Fiji.
Entretanto, o sistema não fortaleceu-se assim que afetou o sul das Ilhas Cook. O CMRE de Nadi emitiu seu último aviso sobre o sistema em 15 de Dezembro.

### Distúrbio tropical 06F
No começo da madrugada de 26 de Dezembro, uma área de distúrbios meteorológicos ao sul das Ilhas Cook foi classificado como a perturbação tropical 06F. Entretanto, o sistema não fortaleceu-se, pois estava sobre águas frias.
O CMRE de Nadi emitiu seu último aviso sobre a perturbação em 28 de Dezembro assim que o sistema deixava a área de responsabilidade da agência meteorológica.

### Ciclone tropical Elisa
Em 6 de Janeiro, o Centro Meteorológico Regional Especializado (CMRE) de Nadi, Fiji, começou a emitir avisos regulares sobre uma área de baixa pressão tropical próximo a Linha Internacional de Data. No começo da manhã do dia seguinte, o sistema foi classificado como uma depressão tropical mesmo apresentando um centro altamente exposto e estando num sistema com fortes ventos de cisalhamento. Porém, estes ventos de cisalhamento se enfraqueceram assim que a depressão movia-se para o sul e posteriormente para sul-sudeste. Em 10 de Janeiro, o CMRE de Nadi classificou o sistema como o ciclone tropical Elisa. Pouco depois, o Joint Typhoon Warning Center (JTWC) começou a emitir avisos regulares sobre o ciclone tropical '11P'. Ainda no mesmo dia, Elisa alcançou seu pico de intensidade, com ventos de 95 km/h.
A partir deste momento, Elisa começou a se enfraquecer rapidamente assim que encontrou ventos de cisalhamento e águas frias e no dia seguinte, o CMRE de Nadi e o JTWC emitiram seus últimos avisos sobre o sistema.

### Depressão tropical 08F
Em 9 de Janeiro, O Centro Meteorológico Regional Especializado (CMRE) de Nadi, Fiji, classificou uma área de baixa pressão tropical perto de Vanuatu como a depressão tropical 08F. Nos dias seguintes, a depressão moveu-se erraticamente sobre o Oceano Pacífico sul e em 11 de Janeiro, o sistema começou a se deslocar para oeste-sudoeste.
Entretanto, a depressão não fortaleceu-se e dissipou-se em 15 de Janeiro.

### Depressão tropical 09F
Em 13 de Janeiro, uma área de distúrbios meteorológicos formou-se a nordeste de Tonga ganhou organização suficiente para ser declarado como uma depressão tropical pelo CMRE de Nadi, Fiji.
No dia seguinte, por influência de ventos de cisalhamento e águas frias, a depressão se dissipou.

### Ciclone tropical severo Funa
Em 12 de Janeiro, uma área de distúrbios tropicais formou-se a nordeste de Nova Caledônia. Aos poucos, essa área organizou-se e em 16 de Janeiro, o CMRE de Nadi classificou o sistema como uma depressão tropical. Poucas horas depois, O CMRE de Nadi classificou novamente o sistema como o ciclone tropical Funa, a terceira tempestade nomeada da temporada de 2007-08, assim que movia-se para leste, em direção a Vanuatu. No dia seguinte, Funa intensificou e tornou-se um ciclone de categoria 2 na escala australiana, ou um furacão de categoria 1 na escala de furacões de Saffir-Simpson assim que começou a rumar para leste-sudeste e para sudeste. Em 18 de janeiro, formou-se um olho no centro de Funa. No mesmo dia, Funa começou a sofrer rápida intensificação e no final daquele dia, já era considerado um ciclone equivalente a um furacão de categoria 3 na escala de furacões de Saffir-Simpson.
Assim que Funa moveu-se para o sul, encontrou águas frias e rapidamente começou a se enfraquecer. A interação com águas frias e ventos de latitude média causou o começo da transformação de Funa para um ciclone extratropical. Já como um sistema extratropical, Funa atingiu a Ilha Norfolk, mas não causou danos. Logo após, Funa começou a seguir para sul e posteriormente sudeste, indo em direção à Nova Zelândia.

### Depressão tropical 11F
Uma área de distúrbios meteorológicos formou-se a leste de Samoa Americana e em 21 de Janeiro, o CMRE de Nadi, Fiji, classificou este sistema como uma depressão tropical.
Em 23 de Janeiro, o CMRE de Nadi retirou a designação "tropical", pois os ventos mais fortes estão já afastados do seu centro, subentendendo-se que o sistema tenha se tornado uma depressão subtropical.
Movendo-se rapidamente para sul-sudeste, a depressão encontrou águas frias e rapidamente ficou pouco definida e logo depois se dissipou.

### Ciclone tropical severo Gene
Em 26 de Janeiro, o Serviço Meteorológico de Fiji classificou uma área de distúrbios meteorológicos como a depressão tropical 12F. No dia seguinte, o JTWC começou a emitir avisos regulares sobre o ciclone tropical 15P. Mais tarde naquele dia, o Serviço Meteorológico de Fiji classificou a depressão como o ciclone tropical Gene. Durante a sua passagem em Fiji, Gene causou a morte de 6 pessoas e causou muitos danos nas duas ilhas principais do país. Em 30 de Janeiro, O CMRE de Nadi classificou Gene como um ciclone tropical intenso. Em 1º de Fevereiro, Gene alcançou o pico de intensidade, com ventos constantes de 165 km/h assim que começou a seguir para o sul.
Adentrando uma área com ventos de cisalhamento moderados, Gene começou a se enfraquecer ligeiramente. Em 4 de Fevereiro, Gene encontrou ventos de média latitude e águas frias. Como resultado, Gene começou a se transformar um sistema extratropical. Em 6 de Fevereiro, Gene finalizou a sua transformação para um ciclone extratropical.

### Depressão tropical 13F
O Centro Meteorológico Regional Especializado de Nadi, Fiji, classificou uma área de distúrbios meteorológicos como a depressão tropical 13F em 17 de Fevereiro. Logo depois, a depressão deixou a área de responsabilidade de Nadi para adentrar na área de responsabilidade do Centro de Aviso de Ciclone Tropical de Wellington, Nova Zelândia. Em 19 de fevereiro, o Joint Typhoon Warning Center emitiu um alerta de formação de ciclone tropical para o sistema em desenvolvimento.
No entanto, no dia seguinte, o alerta foi cancelado assim que o sistema seguiu rapidamente para o sul e adentrou a zona baroclínica, tornando-se um ciclone extratropical.

### Depressão tropical 14F
Uma área de distúrbios meteorológicos a oeste de Vanuatu foi classificada pelo Centro Meteorológico Regional Especializado (CMRE) de Nadi no final de 19 de Março como a perturbação tropical 14F. Logo em seguida, o CMRE de Nadi classificou a perturbação como a depressão tropical 14F. Em 20 de Março, o Joint Typhoon Warning Center (JTWC) emitiu um alerta de formação de ciclone tropical (AFCT) sobre o sistema em desenvolvimento. Horas depois, o JTWC começou a emitir avisos regulares sobre o ciclone tropical 24P. No dia seguinte, a depressão atingiu a porção noroeste de Nova Caledônia.
A circulação ciclônica de baixos níveis interagiu com os terrenos montanhosos da ilha e, com a associação de ventos de cisalhamento e águas mais frias, a depressão começou a se enfraquecer. No final de 21 de março, o JTWC emitiu seu último aviso sobre a depressão, enquanto que o CMRE de Nadi desclassificou-no numa perturbação tropical. em 23 de Março, o CMRE de Nadi emitiu seu último aviso sobre o sistema.

### Depressão tropical 15F
Uma área de distúrbios meteorológicos próximo à Nova Caledônia foi classificada como uma perturbação tropical pelo Centro Meteorológico Regional Especializado (CMRE) de Nadi em 4 de Abril. Logo em seguida, a perturbação tornou-se a depressão tropical 15F.
No entanto, a depressão começou a se enfraquecer e em 7 de Abril, o CMRE de Nadi emitiu seu último aviso sobre o sistema.

### Depressão tropical 16F
Em 17 de Abril, uma área de distúrbios meteorológicos formou-se a leste da Austrália. O sistema fortaleceu-se assim que seguia para leste-sudeste, e, assim que adentrou a área de responsabilidade do Centro Meteorológico Regional Especializado (CMRE) de Nadi, Fiji, foi classificado por esta como a depressão tropical 16F. No mesmo dia, o Joint Typhoon Warning Center emitiu um alerta de formação de ciclone tropical (AFCT) sobre o sistema em desenvolvimento e emitiu seu primeiro aviso sobre o ciclone tropical 27P (16F) no começo da madrugada (UTC) de 18 de Abril.
No entanto, os ventos de cisalhamento aumentaram dramaticamente e o JTWC emitiu seu último aviso sobre o sistema na madrugada (UTC) de 19 de Abril. O CMRE de Nadi fez o mesmo no dia seguinte.

## Energia ciclônica acumulada
| 1             | 15,573 | Gene  | 4 | 1,013 | Elisa |
| 2             | 9,819  | Funa  | 5 | 0,613 | 16F   |
| 3             | 8,468  | Daman | 6 |       |       |
| Total: 35,486 |        |       |   |       |       |

A tabela a direita mostra a Energia ciclônica acumulada (ECA) para cada ciclone tropical formado durante a temporada. A ECA é, de forma abrangente, uma energia medida da tempestade multiplicada pelo tempo em que a mesma existiu. Quanto mais tempo dura e quanto mais forte a tempestade, a mesma terá uma ECA maior. A ECA somente é calculada para aqueles sistemas que alcancem força de tempestade tropical, ou seja, sistemas cujos ventos alcancem 63 km/h ou mais.

## Nomes das tempestades
Áreas de baixa pressão de escala sinótica que se formam sobre águas quentes são nomeados a qualquer momento, desde que análises via Técnica Dvorak indicassem ventos fortes perto do centro do sistema. Diferente do padrão atlântico, um sistema tropical não nomeado poderá ter ventos fortes em um ou mais quadrantes, mas nunca perto do centro.
Ciclones tropicais que se formam entre os meridianos 160°E e 120°W são monitorados pelo Serviço Meteorológico de Fiji (SMF). Nunca foi observado a formação de um ciclone tropical a leste do meridiano 120°W e a costa oeste da América do Sul. Se futuramente um ciclone tropical se formar nesta região, é incerto como ele será monitorado.
Os nomes são dados em listas sequenciais. Estão sendo mostrados abaixo apenas os quatro nomes usados na temporada de 2007-08.
| - Daman - Elisa - Funa - Gene |

## Efeitos sazonais
| Nome                | Datas ativo                 | Classificação máxima                | Velocidade de vento sustentados | Pressão               | Áreas afetadas                | Danos (USD) | Fatalidades | Refs |
| ------------------- | --------------------------- | ----------------------------------- | ------------------------------- | --------------------- | ----------------------------- | ----------- | ----------- | ---- |
| 01F                 | 17 de outubro - 19          | Depressão tropical                  | Não definido                    | 1000 hPa (29.53 inHg) | Ilhas Salomão                 | Nenhum      | Nenhum      |      |
| 02F                 | 20 de novembro - 22         | Depressão tropical                  | Não definido                    | 1001 hPa (29.56 inHg) | Fiji                          | Nenhum      | Nenhum      |      |
| 03F                 | 22 de novembro – dezembro 2 | Depressão tropical                  | Não definido                    | 999 hPa (29.5 inHg)   |                               |             |             |      |
| Daman               | 3 de dezembro – 10          | Category 4 Severe Tropical Cyclone  | 185 km/h (115 mph)              | 925 hPa (27.32 inHg)  | Fiji, Tonga                   | $330 000    | Nenhum      |      |
| 05F                 | 11 de dezembro – 14         | Depressão tropical                  | 45 km/h (30 mph)                | 1000 hPa (29.53 inHg) |                               |             |             |      |
| 06F                 | 26 de dezembro – 28         | Distúrbio tropical                  | 35 km/h (25 mph)                | 1006 hPa (29.71 inHg) |                               |             |             |      |
| Elisa               | 7 de janeiro – 11           | Ciclone tropical categoria 2        | 95 km/h (60 mph)                | 980 hPa (28.94 inHg)  |                               |             |             |      |
| 08F                 | 9 de janeiro – 14           | Depressão tropical                  | 45 km/h (30 mph)                | 998 hPa (29.47 inHg)  |                               |             |             |      |
| 09F                 | 12 de janeiro – 13          | Depressão tropical                  | Não definido                    | 999 hPa (29.5 inHg)   | Tonga                         | Nenhum      | Nenhum      |      |
| Funa                | 14 de janeiro – 21          | Category 4 Severe Tropical Cyclone  | 175 km/h (110 mph)              | 930 hPa (27.46 inHg)  | Vanuatu, Nova Zelândia        |             | Nenhum      |      |
| 11F                 | 19 de janeiro – 24          | Depressão tropical                  | 75 km/h (45 mph)                | 999 hPa (29.5 inHg)   |                               |             |             |      |
| Gene                | 26 de janeiro – fevereiro 6 | Ciclone tropical severo categoria 3 | 155 km/h (100 mph)              | 955 hPa (28.20 inHg)  | Fiji, Nova Caledónia, Vanuatu | $35 000 000 | 8           |      |
| 13F                 | 17 de fevereiro – 18        | Depressão tropical                  | 45 km/h (30 mph)                | 1008 hPa (29.77 inHg) | Nenhum                        |             |             |      |
| 14F/24P             | 19 de março – 23            | Depressão tropical                  | 55 km/h (35 mph)                | 998 hPa (29.47 inHg)  | Nenhum                        | Nenhum      | Nenhum      |      |
| 15F                 | 4 de abril – 7              | Depressão tropical                  | 45 km/h (30 mph)                | 1002 hPa (29.59 inHg) | Nenhum                        | Nenhum      |             |      |
| 16F                 | 16 de abril – 19            | Depressão tropical                  | 55 km/h (35 mph)                | 998 hPa (29.47 inHg)  | Nova Caledónia                | Nenhum      | Nenhum      |      |
| Totais da temporada |                             |                                     |                                 |                       |                               |             |             |      |
| 16 sistemas         | 16 de outubro – 19 de abril |                                     | 165 km/h (105 mph)              | 935 hPa (27.61 inHg)  |                               | >           |             |      |